# 佐川大樹
佐川 大樹（さがわ だいき、1991年12月18日 - ）は、日本の俳優。岩手県出身。

## 人物
- 趣味はボウリング、スノーボード、写真[1]。
- 特技はサッカー、ダンス、歌、ボイスパーカッション、ギター
- 2018年12月31日をもってエイジアプロモーションを退社し、2019年4月7日に株式会社オレンジに所属した事をTwitterで発表した。
- 2021年3月1日より、声優部門についてはヴイ・フォークと業務提携[2]。

## 出演作品

### 舞台
- 十二人の怒れる人々（2015年1月）
- アプリの王子様（仮）〜仁義なきレジェンドガチャ編〜（2015年2月26日 - 3月3日、AQUA studio） - B班 主演[3]
- ミュージカル『テニスの王子様』3rdシーズン（2015年9月 - 2019年10月） - 野村拓也 役[4]
  - 青学vs聖ルドルフ（2015年9月5日 - 11月3日、TOKYO DOME CITY HALL 他）[5]
  - 青学vs山吹（2015年12月24日 - 2016年2月21日、TOKYO DOME CITY HALL 他）[6]
  - TEAM Live St.RUDOLPH（2016年3月17日・19日・29日・31日・4月2日、AiiA 2.5 Theater Tokyo 他）[7]
  - Dream Live 2016（2016年5月13日 - 15日・20日 - 22日、パシフィコ横浜 国立大ホール 他）[8]
  - 秋の大運動会 2019（2019年10月8日 - 9日、横浜アリーナ）[9]
  - Thank-you Festival 2020（2020年2月29日、カルッツかわさき ホール）※本人として登壇[10][11]
- WBB vol.10.5『リバースヒストリカ2016』（2016年7月27日 - 31日、品川プリンスホテル クラブeX） - 浜崎 役[12]
- ちっちゃな英雄（ヒーロー）（2016年9月29日 - 12月20日、サンリオピューロランド） - ジョージ 役
- TEEN×TEEN THEATER『初恋モンスター』（2017年3月3日 - 12日、品川プリンスホテル クラブeX） - 金子十六 役[13]
- カードファイト!! ヴァンガード ～バーチャル・ステージ～ リンクジョーカー編（2017年4月1日 - 9日、AiiA 2.5 Theater Tokyo） - 石田ナオキ 役[14]
- バグバスターズ（2017年5月25日 - 6月4日、俳優座劇場） - 緑川六郎 役[15]
- 勇者セイヤンの物語（真）（2017年7月26日 - 30日、CBGKシブゲキ!!） - 主演・セイヤン 役[16][17]
- アイ★チュウ ザ・ステージ - I♡B ノア 役[18]
  - アイ★チュウ ザ・ステージ ～Stairway to Étoile～（2017年8月25日 - 9月10日、サンシャイン劇場 他）[19]
  - LIVE!! アイ★チュウ ザ・ステージ ～étincelle～（2017年11月25日、Zepp Tokyo）[20]
  - アイ★チュウ ザ・ステージ ～Stairway to Étoile 2018～（2018年2月23日 - 3月1日、サンシャイン劇場）[21]
  - LIVE!! アイ★チュウ ザ・ステージ〜Les quatre saisons〜（2018年7月16日、国際フォーラム ホームC）[22]
  - アイ★チュウ ザ・ステージ ～Rose Écarlate～（2019年5月11日 - 12日、サンケイホールブリーゼ） - ゲスト出演[23][24]
  - Live!!! アイ★チュウ ザ・ステージ ～Planète et Fleurs～（2019年7月27日、調布市グリーンホール）[25]
  - アイ★チュウ ザ・ステージ 〜Après la pluie～（2020年10月16日 - 25日、シアター1010 他）[26]
  - アイ★チュウ ザ・ステージ ～Le musee tricolore～（2022年5月19日 - 23日、シアター1010）[27]
  - Live!!!! アイ★チュウ ザ・ステージ～Éclat des fleurs～（2023年2月18日 - 19日、新宿文化センター 大ホール）[28]
  - アイ★チュウ ファイナルシーズンVol.2 〜Persona / Bal masque〜』（2025年8月20日 - 24日〈予定〉、ところざわサクラタウン）[29]
- 勇者セイヤンの物語（仮）（2017年11月8日 - 12日、CBGKシブゲキ!!） - 主演・セイヤン 役[30][31]
- ボクの12支紳士〜絵本の中のワンダーランド〜（2018年1月17日 - 24日、座・高円寺2） - ワンダ 役[32][33]
- ヒット撃つまで僕達は死ねない（2018年3月14日 - 18日、中野ザ・ポケット）[34]
- 初等教育ロイヤル（2018年4月4日 - 8日、シアターサンモール） - 主演・あきよし 役[35]
- 流さないラジオ（2018年6月20日・21日、コフレリオ新宿シアター） - ゲスト出演[36]
- Battle Butler（2018年6月27日 - 7月1日、六行会ホール） - 不知火悠真 役[37]
- 勇者セイヤンの物語〜ノストラダム男の大予言〜（2018年7月25日 - 29日、CBGKシブゲキ!!） - 主演・セイヤン 役[38]
- ここだよ。りめいく（2018年10月31日 - 11月4日、下北沢Geki地下Liberty） - 霜山学 役[39]
- ToRow ～二匹の狼～（2018年11月21日 - 25日、コンカリーニョ札幌） - 藤堂平助 役[40]
- ヤキソバチルドレン（2018年12月27日 - 30日、新宿村LIVE） - 原案・音楽プロデュース、主演・大吾 役[41]
  - おとな小学生カウントダウンライブ（2018年12月31日、新宿村LIVE）[42]
- マキシマムスピード～限界突破～（2019年1月29日 - 2月3日、築地本願寺ブディストホール） - 為永清司 役[43]
- THE GOEMON～episode0～（2019年3月27日 - 29日、座・高円寺2） - 服部半蔵 役
  - THE GOEMON～SPECIAL LIVE～（2019年3月30日、代々木MUSE本館）
- 電脳演形キャステット（2019年4月24日 - 28日、新宿村LIVE） - 主演・日暮イドリス 役[44]
- その場合忍びの茨城スッパーズ（2019年7月9日 - 15日、劇場MOMO） - 藤林 役[45]
- 魔術士オーフェン はぐれ旅（2019年8月15日 - 18日、新宿村LIVE） - ハーティア 役[46]
- 朗読劇「学園デスパネル2019」（2019年9月1日、座・高円寺2） - 出版 役[47]
- DARKNESS HEELS～THE LIVE～ - ヒュース・アーディ 役[48][49]
  - DARKNESS HEELS～THE LIVE～（2019年9月13日 - 23日、シアター1010 他）[50]
  - DARKNESS HEELS～THE LIVE～ SHINKA（2019年12月5日 - 15日、CBGKシブゲキ!!）[51]
- ぴゅぱミュ「夢幻泡影」～第一部 夢～（2019年10月30日 - 11月3日、新宿村LIVE） - 八重嶋俊 役[52][53]
- 『Starry☆Sky on STAGE』SEASON2～星雪譚 ホシノユキタン～（2020年1月15日 - 26日、紀伊國屋サザンシアター TAKASHIMAYA） - 梨本拓也 役[54]
- Office-9no1-（2020年2月27日 - 3月8日、CBGKシブゲキ!!） - 伊賀流・甲賀流Wキャスト、忍者太郎 役[55]
- 劇団 生粋-NAMAIKI-旗揚げ公演『舞台シェイクスピア【夏の夜の夢】』（2020年3月25日 - 29日、中目黒キンケロ・シアター） - ディミートリアス 役[56]
- スマホ連動”ヒロイン体験 朗読劇”「特別捜査 密着24時」 from 100シーンの恋＋（2020年7月6日、R'sアートコート） - 八千草瑛希 役[57]
- 「夏の泡沫、波に消えて」（2020年9月2日 - 6日、萬劇場） - 穐本貫太 役[58]
- 舞台「パタリロ！」 - タマネギ部隊 役
  - ～霧のロンドンエアポート～（2021年1月21日 - 31日、天王洲 銀河劇場）[59]
  - ～ファントム～（2022年9月1日 - 19日、天王洲 銀河劇場 他）[60]
- ハイパープロジェクション演劇 「ハイキュー!!」”頂の景色・２”（2021年3月20日 - 5月9日、TOKYO DOME CITY HALL 他） - 宇内天満 役[61]
- 真Ninja Illusion LIVE The REAL〜正義忍者vsゾンビ忍者〜 - チーム乱破・三平 役（2021年7月3日 - 8月21日、浅草九劇）[62]
- 舞台『ROOKIES』（2021年11月18日 - 30日、シアター1010 他） - 今岡忍 役[63]
- 音楽劇『ガリレオ★CV2』（2022年4月13日 - 17日、博品館劇場）- 加山幸広 役[64]
- ちびまる子ちゃん THE STAGE『はいすくーるでいず』（2022年12月15日 - 25日、天王洲 銀河劇場） -  丸尾末男 役[65]
- 年金未納者ミャーキ（2023年4月19日 - 23日、あうるすぽっと） - 蓮野役
- 不器用な俺らの鼓動（2023年5月6日、新宿コフレリアシアター） - ゲスト出演
- 朗読劇「転落令嬢、氷の貴公子を拾う」（2023年5月7日、HMV&BOOKS SHIBUYA）
- ミュージカル「モンブラン」 - Team Angel・オーナー役（2023年6月22日 - 24日、CBGKシブゲキ!!）
- 夏休み！オン・ステージふしぎ駄菓子屋 銭天堂（2023年8月17日 - 27日、品川プリンスホテル クラブeX） - 怪童役
- マーダーミステリー「エイダ」チームB（2023年9月8日 - 10日、アニメイトシアター） - ヴァル役
- 私が天下を取る～憙乃巻～（2023年11月23日 - 29日、浅草花屋劇場） - 滝川役
- 横浜キョンシーRENDEZ-VOUS（2024年5月29日 - 6月2日、六行会ホール） - 青澄リュウ役
- ミュージカル「青春-AOHARU-鉄道」 - 岩徳線役
  - ミュージカル「青春-AOHARU-鉄道」6〜ハッピーレール大作戦〜（2024年7月4日 - 21日、銀河劇場他）
  - ミュージカル「青春-AOHARU-鉄道」コンサート Rails Live 2025（2025年11月22日 - 24日〈予定〉、TACHIKAWA STAGE GARDEN）[66]
- 池袋サンシャイン座長フェスティバル 〜「堂々めぐりの人斬り狼」&「西部のハリーはあばれ馬」〜（2025年2月21日 - 3月2日、サンシャイン劇場）[67]

### テレビドラマ
- 突然ですが、ピンチです 田中角栄編（2019年4月15日 - 19日） - 田島大樹 役
- ノーサイド・ゲーム 第2話（2019年7月14日）
- 女子高生の無駄づかい 第7話（2020年3月6日）
- 戦国炒飯TV 〜なんとなく歴史が学べる映像〜 第23話、第24話（2020年12月）- 徳川家康　役

### 映画
- はじめての家出（2009年2月） - 石野進太郎 役
- 暗殺教室〜卒業編〜（2016年3月） - 不良 役
- PENROSE（2023年11月） - 安貴役

### イベント
- ファンツアー「breathe」（2016年6月25日・26日）
- バースデーイベント「しるし」（2017年12月17日、Studio蔵）
- BINGO5ダンスパフォーマー（2017年4月5日 - 、東京宝くじドリーム館）
- AIDOKU（2017年12月19日、新宿レッドノーズ）
- 即興朗読会 Graduation Reading Party（2019年3月10日、高円寺スタジオK）
- RaBO produce vol.18『胸キュン選手権6th～最強の男は誰だ！壮絶胸キュンバトル!!キュンメンNo.1決定戦～』（2019年8月25日、高円寺スタジオK）
- 佐川大樹28birthday～あと2年で30歳、今できること～（2019年12月21日、Live Space早稲田Rinen）

### 雑誌
- TVぴあ（2015年9月23日発売）
- Stage PASH! Vol.5（2015年9月末日発売）

## 略歴
- avex audition 2006[68]
- 第24回ジュノン・スーパーボーイ・コンテスト - ベスト30
- EXILE Presents VOCAL BATTLEAUDITION 4 〜夢を持った若者達へ〜 - セミファイナリスト[69]